# NGC 6344
NGC 6344 est une paire d'étoiles située dans la constellation d'Hercule. L'astronome britannique J. Gerhard Lohse a enregistré la position de cette paire en 1886.